# Beamte bei den Postnachfolgeunternehmen
Beamte bei den Postnachfolgeunternehmen sind bei Aktiengesellschaften beschäftigt, die nach der Postreform II aus der Deutschen Bundespost hervorgingen.
Seit der Umwandlung der Deutschen Bundespost in die Aktiengesellschaften Deutsche Telekom AG, Deutsche Post AG und Deutsche Postbank AG im Jahre 1995 dürfen die Aktiengesellschaften keine Personen mehr verbeamten.

## Definition Postnachfolgeunternehmen
Postnachfolgeunternehmen sind nach § 38 Postpersonalrechtsgesetz (PostPersRG) die in § 1 Postumwandlungsgesetz (PostUmwG) genannten inländischen Unternehmen. Dies sind die Deutsche Post AG, die Deutsche Telekom AG und die Deutsche Postbank AG. Die Bundesregierung ist ermächtigt, durch Rechtsverordnung Unternehmen als Postnachfolgeunternehmen zu bestimmen, soweit dies zur Wahrung der Rechtsstellung der Beamten, insbesondere zur Sicherstellung einer ihrem Amt angemessenen Beschäftigung, geboten ist. Es dürfen nur Unternehmen mit Sitz im Inland bestimmt werden, die in einem rechtlichen oder wirtschaftlichen Nachfolgeverhältnis zum ehemaligen Sondervermögen Deutsche Bundespost stehen.
Mit Verschmelzung der Deutschen Postbank AG auf die Deutsche Bank Privat- und Geschäftskunden AG wurde die Deutsche Bank Privat- und Geschäftskunden AG (später DB Privat- und Firmenkundenbank AG) als Postnachfolgeunternehmen bestimmt (Verordnung zur Bestimmung der Deutschen Bank Privat- und Geschäftskunden AG als Postnachfolgeunternehmen (PBNUBestV) vom 18. Mai 2018).
Nach der Verschmelzung der DB Privat- und Firmenkundenbank AG (Postbank) auf die Deutsche Bank AG am 15. Mai 2020 wurde mit Verordnung zur Bestimmung der Deutschen Bank AG als Postnachfolgeunternehmen (PBNUBestV) die Deutsche Bank AG zum Postnachfolgeunternehmen bestimmt (§ 1 PBNUBestV).

## Spezielle rechtliche Regelungen
Die Beamten der Postnachfolgeunternehmen sind weiterhin Bundesbeamte (§ 2 Absatz 2 Postpersonalrechtsgesetz (PostPersRG)). Das Bundesbeamtengesetz und andere Bundesgesetze sind weiterhin für sie gültig. Jedoch wurden vor allem mit dem Gesetz zum Personalrecht der Beschäftigten der früheren Deutschen Bundespost (PostPersRG) besondere Regelungen geschaffen. Etliche Verordnungen regeln z. B. Besonderheiten bei Sonderzahlungen und Arbeitszeiten.

### Artikel 143b Grundgesetz
Mit der Postreform II wurde das Sondervermögen Deutsche Bundespost in Unternehmen privater Rechtsform umgewandelt.
Die Aktiengesellschaften sind verpflichtet, die bereits bei der Deutschen Bundespost tätigen Beamten unter Wahrung ihrer Rechtsstellung weiter zu beschäftigen. Die Unternehmen üben Dienstherrenbefugnisse aus (Art. 143b Grundgesetz (GG)).

### Zuständigkeiten des Bundesministeriums der Finanzen
Die dienstrechtlichen Zuständigkeiten für die bei den Aktiengesellschaften beschäftigten Beamten liegen beim Bundesministerium der Finanzen (§ 3, Absatz 8 PostPerRG).

### Regelungen zum Vorruhestand

#### Aktuelle Regelung

Entlassungsurkunde aus dem aktiven Dienst in den Ruhestand

Mit dem Gesetz zur Verbesserung der personellen Struktur beim Bundeseisenbahnvermögen und in den Postnachfolgeunternehmen (BEDBPStruktG) wurden Regelungen zur anderweitigen Verwendung der Beamten geschaffen. Beamte der Postnachfolgeunternehmen können auf Antrag in den Ruhestand versetzt werden, wenn sie das 55. Lebensjahr vollendet haben und betriebliche oder betriebswirtschaftliche Belange nicht entgegenstehen. Die Aktiengesellschaften tragen dabei die finanziellen Mehrbelastungen der bei der Bundesanstalt für Post und Telekommunikation Deutsche Bundespost (BAnstPT) angesiedelten Postbeamtenversorgungskasse, die sich aus dem vorzeitigen Beginn des Ruhestandes ergeben. Diese Möglichkeit ist zurzeit bis zum 31. Dezember 2024 begrenzt (§ 4 BEDBPStruktG). 2017 wurde eine Regelung hinzugefügt, nach der die Beamten bei einer Versetzung in den Vorruhestand eine Tätigkeit im Bundesfreiwilligendienst oder eine vergleichbare ehrenamtliche Tätigkeit ableisten müssen.

#### Historie
In seiner ersten Fassung wurde das Gesetz zur Verbesserung der personellen Struktur beim Bundeseisenbahnvermögen und in den Postnachfolgeunternehmen 1993 als Artikel 9 des Eisenbahnneuordnungsgesetz verkündet. § 3 regelte, dass ein Beamter des Bundeseisenbahnvermögens und ein Beamter der Deutschen Bundespost, der von Umstrukturierungsmaßnahmen betroffen ist, bis zum 31. Dezember 1998 auf Antrag in den Ruhestand versetzt werden kann, wenn er als Angehöriger des einfachen und des mittleren Dienstes das 55. Lebensjahr vollendet oder als Angehöriger des gehobenen Dienstes das 60. Lebensjahr vollendet hat.
Mit dem Gesetz zur Änderung des Gesetzes zur Verbesserung der personellen Struktur beim Bundeseisenbahnvermögen und in den Postnachfolgeunternehmen vom 15. Mai 2002 wurde die Regelung auf Beamte des Bundeseisenbahnvermögens beschränkt und für sie bis zum 31. Dezember 2006 verlängert.
Mit dem Zweiten Gesetz zur Änderung des Gesetzes zur Verbesserung der personellen Struktur beim Bundeseisenbahnvermögen und den Unternehmen der Deutschen Bundespost vom 10. November 2006 wurde der § 4 eingefügt, der es Beamtinnen und Beamten der Postnachfolgeunternehmen ermöglichte auf Antrag in den Ruhestand versetzt zu werden, wenn sie das 55. Lebensjahr vollendet haben. Die Möglichkeit war bis zum 31. Dezember 2010 beschränkt
Mit dem Dienstrechtsneuordnungsgesetz (Artikel 15, Absatz 110) vom 5. Februar 2009 wurde die Frist bis zum 31. Dezember 2010 verlängert. Mit Artikel 3 des Gesetzes zur Neuordnung der Postbeamtenversorgungskasse vom 21. November 2012 erfolgte eine erneute Verlängerung der Regelung bis zum 31. Dezember 2016.
Mit Gesetz vom 27. Juni 2017 wurde eine Regelung hinzugefügt, nach der die Beamten bei einer Versetzung in den Vorruhestand eine Tätigkeit im Bundesfreiwilligendienst oder eine vergleichbare ehrenamtliche Tätigkeit ableisten müssen. Diese Regelung ist bis heute gültig.

## Statistiken